# Kháldok
A kháldok (vagy kháldeusok) egy ókori mezopotámiai sémi félnomád nép voltak az i. e. 9. században, amikor először feltűnnek az asszír forrásokban. Később ők adták az Újbabiloni Birodalom vezető rétegét. Valójában nem önálló nép, hanem az arámiak egyik törzse, amely Dél-Mezopotámiában telepedett le. A népnév a babiloni Ḫaldû országnévből keletkezett, mint annak lakóira vonatkoztatott jelző. Ezt a görögök Χαλδαία és χαλδαιος alakban vették át. Innen a latinba chaldaeus formában ment át, amelyből a magyarban a „kháldeus” vagy „káldeus” kiefejezés kialakult. A k(h)áld népnév ennek rövidített változata.
Ma egy keleti keresztény egyházat neveznek káld vagy káldeus egyháznak, amelynek azonban etnikailag vagy nyelvileg nincs közük az ókori kháldeusokhoz.

## A nomád nép
Az i. e. 9. században említenek az asszír források – II. Assur-nászir-apli évkönyvei – először egy Kaldu nevű országot és lakóit, a káldokat. Úgy tűnik, hogy ekkor a káldok a Perzsa-öböl és Babilónia – a korábbi Sumer és Akkád – legdélibb városai közötti – Tengerföldnek is nevezett – mocsaras vidéken laktak, ahol földművelésből, halászatból és állattenyésztésből éltek. A források mindig gondosan megkülönböztették a káldokat a tőlük északabbra az Eufrátesz és főleg a Tigris mentén élő arámiaktól. Nyelvükről csak néhány személynév tanúskodik, de talán egy arámi nyelvjárás lehetett. A káldok országa törzsi területekre oszlott, amelyeket „házaknak” (bítu) neveztek. Több törzset ismerünk, amelyek azonban nem határolódtak el élesen egymástól, az egyes törzsfőnökök hatalma személyes befolyásuktól is függött. A legnagyobb törzs, a Bít-Dakúri Barsziptól délre helyezkedett el, déli szomszédjuk volt a Bít-Amukkani. Legnagyobb jelentőségre később azonban a Tigris mentén, Elám szomszédságában élő Bít-Jakin tett szert, amelyik Elámtól pénzt és fegyvereket is kapott, hogy Babilonnak problémákat okozhasson olyannyira. Később ez a törzs adta az Újbabiloni Birodalom uralkodó dinasztiáját. A káld törzsszövetség hat törzsből állt, a másik három törzs a Bít-Sa'alli, a Bít-Silani és a Larak (sic!) volt.
A káldok valószínűleg részt vettek a területükön keresztül folyó távolsági kereskedelemben Babilónia valamint Elám, a Perzsa-öböl és a Zagrosz vidéke között. A káld törzsfők egymással hol szövetséget kötöttek, de egymásnak is vetélytársai voltak. Ezenkívül valamilyen szövetségi viszonyt alakítottak ki Babilónia városaival, amelyekre ebben az időben – ahogy a káldok törzsi területeire és Elámra is – az asszírok próbálták meg kiterjeszteni befolyásukat. Ugyanakkor életmódjuk jelentősen különbözött is Babilónia városi életmódjától, ezért a városokban létrejöttek asszírbarát pártok is, és egyes városok, különösen Nippur, a végsőkig kitartottak az Asszír Birodalom mellett egészen annak összeomlásáig.
III. Sulmánu-asarídu Babilonból kiindulva nagy hadjáratot vezetett a káldok, közelebbről a Bít-Dakúri ellen, aminek fejedelme ekkor Adinu volt. Lerombolta Bakanu nevű erődjét, majd székvárosa, Hudadu (vagy Bakdadu?) ellen vonult. A fejedelem nagy mennyiségű hadisarcot fizetett neki, ahogy a Bít-Jakín királya és a Bít-Amukkani fejedelme is. Egy idő után a káldok megtagadták a sarcot, de III. Adad-nirári újra fizetésre kényszerítette őket.

## A babiloni nép
Az i. e. 8. században meggyengült az asszír befolyás Babilónia felett, ekkor a káldok megszilárdították itt uralmukat. A káldok megszerezték Babilon trónját is – a Bít-jakinból származó Eríba-Marduk volt talán az első. A káldok ekkor még számon tartották törzsi hovatartozásukat, de életmódjuk már megváltozott, a nomád felől eltolódott a letelepedett földművelő felé. Felvették a babiloni identitást, az akkádból származó, az asszír nyelvvel rokon babiloni nyelvet és Babilon szabadsága őrzőinek kezdték érezni magukat.
Később a Bít-Amukkani sejkje volt a babiloni király, akit III. Tukulti-apil-ésarra űzött el a trónról. A Bít-Amukkani mellett a Bít-Dakkúri, a Bít-Larak és a Bít-Jakín is behódolt neki. Utóbbinak a királya ekkor Marduk-apla-iddína volt, aki feliratai szerint Eriba-Marduk leszármazottja volt, ha igaz, és talán az unokája, bár ő legidősebb fiának mondta magát. A káld törzsek ekkor még egymás ellen is politizáltak, végül Marduk-apla-iddinának – II. Marduk-apla-iddína néven – i. e. 721-ben sikerült megszereznie a babiloni trónt, amit 12 évig megőrzött, majd 7 év szünet után még egy rövid ideig újra megszerzett, amikor is Szín-ahhé-eríba hadjárata meg nem döntötte őt.
Az i. e. 7. század végén a szintén a Bít-Jakinból származó Nabú-apal-uszur – talán II. Marduk-apla-iddina leszármazottja - megszerezte Babilon trónját, majd az Asszír Birodalom megdöntésével megalapította az Újbabiloni Birodalmat.

## A keresztény káldok
A mai keresztény káldoknak semmi közük nincs az ókori kháldokhoz, csak a 15. századtól nevezik így magukat, amikor a kháldeusok már 2000 éve nem alkottak egységes népességet.